# Mark Tildesley
Mark Tildesley (ur. 9 września 1963 w Londynie) – brytyjski projektant produkcji i scenograf. Tildesley współpracował z następującymi reżyserami filmowymi: Danny Boyle, Michael Winterbottom, Mike Leigh, Roger Michell, Paul Thomas Anderson i Cary Fukunaga. Studiował projektowanie teatralne w Wimbledon School of Art w latach 80., zanim przeszedł do pracy w filmie. 
W 1998 roku zdobył nagrodę BAFTA Cymru za najlepszą scenografię, za pracę nad House of America. Współpracował również z Dannym Boyle’em jako projektant ceremonii otwarcia Letnich Igrzysk Olimpijskich 2012, za którą otrzymał nagrodę "Emmy" za najlepszą scenografię. W 2020 roku zastąpił Dennisa Gassnera jako scenograf w 25. filmie o przygodach Jamesa Bonda Nie czas umierać.

## Wybrana filmografia
- Pragnę cię (1998) – Michael Winterbottom
- Królowie życia (2000) – Michael Winterbottom
- 24 Hour Party People (2000) – Michael Winterbottom
- 28 dni później (2002) – Danny Boyle
- Kod 46 (film) (2003) – Michael Winterbottom
- Wierny ogrodnik (2005) – Fernando Meirelles
- W stronę słońca (2007) – Danny Boyle
- 28 tygodni później (2007) – Juan Carlos Fresnadillo
- Happy-Go-Lucky, czyli co nas uszczęśliwia (2008) – Mike Leigh
- Radio na fali (2009) – Richard Curtis
- Wasza wysokość (2011) – David Gordon Green
- Jeden dzień (2011) – Lone Scherfig
- Trans (2013) – Danny Boyle
- Piąta władza (2013) – Bill Condon
- W samym sercu morza (2015) – Ron Howard
- Snowden (2016) – Oliver Stone
- Nić widmo (2017) – Paul Thomas Anderson
- Dwóch papieży (2019) – Fernando Meirelles
- Nie czas umierać (2021) – Cary Fukunaga
- Duchy Inisherin (2022) – Martin McDonagh[6]

## Nagrody i wyróżnienia
- Nagroda Emmy
  - 2013 – Najlepsza reżyseria artystyczna programu rozrywkowego lub non-fiction na ceremonię otwarcia Igrzysk XXX Olimpiady
- Nagroda Satelita
  - 2007 – Nominacja w kategorii „Najlepsza scenografia” za film „Sunshine”
- Brytyjskie Nagrody Filmu Niezależnego
  - 2002 – Nominacja w kategorii Najlepszy wkład techniczny dla 24 Hours Party People
  - 2004 – Nominacja do nagrody za najlepszy wkład techniczny dla Code 46
  - 2007 – Nominacja do nagrody za najlepszy wkład techniczny za film Sunshine
- London Critics Circle Film Awards
  - 2017 – Nominacja w kategorii Najlepszy wkład techniczny dla High Rise